# Culcula sychnospilas
Culcula sychnospilas là một loài bướm đêm trong họ Geometridae.